# Корбер, Серж
Серж Корбер (фр. Serge Korber; 1 февраля 1936, Париж — 23 января 2022) — французский киноактёр, режиссёр, сценарист и продюсер. Снял более пятидесяти фильмов.

## Биография
В 14 лет Корбер бросил школу, в 18 вместе с друзьями открыл в Париже кабаре «Золотая лошадь», в котором сам же и выступал. Затем в 1961—1962 годах он работал светотехником на шоу известных исполнителей, таких как Эдит Пиаф и Жильбер Беко, и менеджером в концертном зале «Олимпия». В 1960 году он дебютировал в кино, сыграв небольшую роль в фильме «Лодырь», через год последовала такая же небольшая роль в фильме «Клео от 5 до 7».
В 1962 году Корбер начал снимать короткометражные кинофильмы по собственным сценариям. Через несколько лет перешёл[стиль] к большому кино, дебютировав в 1966 году с кинокомедией «Семнадцатое небо», главную роль в которой сыграл Жан-Луи Трентиньян. В дальнейшем Корбер проявил себя в жанре комедии. Наиболее известны два его фильма с Луи де Фюнесом: «Человек-оркестр» и «На древо взгромоздясь». В 1972 году фильм Корбера «Огни Сретенья» был номинирован на «Золотую пальмовую ветвь» Каннского кинофестиваля. Это драма, в которой женщина (Анни Жирардо) хочет бросить своего мужа (Жан Рошфор). Десять лет спустя её поддерживает дочь (Клод Жад), потому что она надеется на его возвращение.
В 1975 году Корбер под псевдонимом Джон Томас (отсылка к роману «Любовник леди Чаттерлей») стал снимать порнографические фильмы. За три года он снял по меньшей мере девять таких фильмов. Корбер рассказал, что его уход в фильмы для взрослых родился из беседы с именитым коллегой Франсуа Трюффо, который предложил, что кому-то из них следует заняться подобным, чтобы позлить цензоров. После этого он вернулся к работе над кинокомедиями. С 1980-х годов Корбер стал больше работать на телевидении, снимал телесериалы и телефильмы, также занимался продюсированием. Его последние режиссёрские работы — документальные биографические фильмы о Борисе Виане, Жане Габене, Жан-Луи Трентиньяне и Луи де Фюнесе. Корбер называл себя близким другом Трентиньяна и часть материала для фильма снял ещё в середине 1960-х годов, когда сопровождал его на гастролях.
Умер Корбер 23 января 2022 года.

## Фильмография

### Актёр
- 1962 — Клео от 5 до 7 / Cléo de 5 à 7 — поэт

### Режиссёр
- 1966 — Семнадцатое небо / Un garçon, une fille. Le Dix-septième ciel
- 1967 — Идиот в Париже / Un idiot à Paris
- 1968 — Неприличная женщина / La Petite Vertu
- 1970 — Человек-оркестр / L’Homme orchestre
- 1971 — На древо взгромоздясь / Sur un arbre perché|
- 1972 — Огни Сретенья / Les Feux de la Chandeleur
- 1973 — Урсула и Грелу / Ursule et Grelu
- 1975 — Тяжёлая любовь / Hard Love
- 1975 — В конце секса / À bout de sexe
- 1975 — Примерщица / L'Essayeuse
- 1975 — В пылу Джули / Dans la chaleur de Julie
- 1976 — Избыток / Excès
- 1976 — Крики удовольствия / Hurlements de plaisir
- 1977 — Одиссея Экстази / L'odyssée de l'extase
- 1977 — Перепела на диване / Cailles sur canapé
- 1977 — Порнотиссимо / Pornotissimo
- 1975 — 1990 — Синема 16 / Cinéma 16
- 1978 — И да здравствует свобода! / Et vive la liberté!
- 1978 — Я заставлю вас любить жизнь / Je vous ferai aimer la vie
- 1986 — Пять девушек в Париже / Cinq filles à Paris
- 1988 — Ваш раскаявшийся супруг / À notre regrettable époux
- 1994 — На красивом берегу / Au beau rivage
- 1994 — Орёл и лошадь / L'aigle et le cheval
- 1996 — Семья Бидошон / Les Bidochon

### Сценарист
- 1967 — Идиот в Париже / Un idiot à Paris (адаптация)
- 1968 — Неприличная женщина / La petite vertu (адаптация)
- 1970 — Человек-оркестр / L’homme orchestre (адаптация)
- 1971 — На древо взгромоздясь / Sur un arbre perché (адаптация)
- 1972 — Огни Сретенья / Les feux de la chandeleur
- 1973 — Урсула и Грелу / Ursule et Grelu
- 1975 — В конце секса / À bout de sexe
- 1975 — Тяжёлая любовь / Hard Love
- 1978 — И да здравствует любовь! / Et vive la liberté!
- 1978 — Я заставлю вас любить жизнь / Je vous ferai aimer la vie
- 1984 — Облава / Canicule
- 1988 — Ваш раскаявшийся супруг / À notre regrettable époux (адаптация)
- 1995 — Ребёнок в наследство / L’enfant en héritage

### Продюсер
- 1975 — Тяжёлая любовь / Hard Love
- 1992 — Отпуск в чистилище / Vacances au purgatoire